# I nostri anni (Tommaso Paradiso)
I nostri anni è il secondo singolo del cantautore italiano Tommaso Paradiso, pubblicato il 10 gennaio 2020.

## Video musicale
Il videoclip è stato pubblicato il 22 gennaio 2020 sul canale YouTube del cantante.

## Tracce
1. I nostri anni – 3:38

## Successo commerciale
In Italia il brano è stato l'87º più trasmesso dalle radio nel 2020.

## Classifiche
| Classifica (2020) | Posizione massima |
| ----------------- | ----------------- |
| Italia            | 6                 |